# Радиоактивные отходы

Знак, предупреждающий об ионизирующем излучении радиоактивных отходов, принятый МАГАТЭ в 2007 году

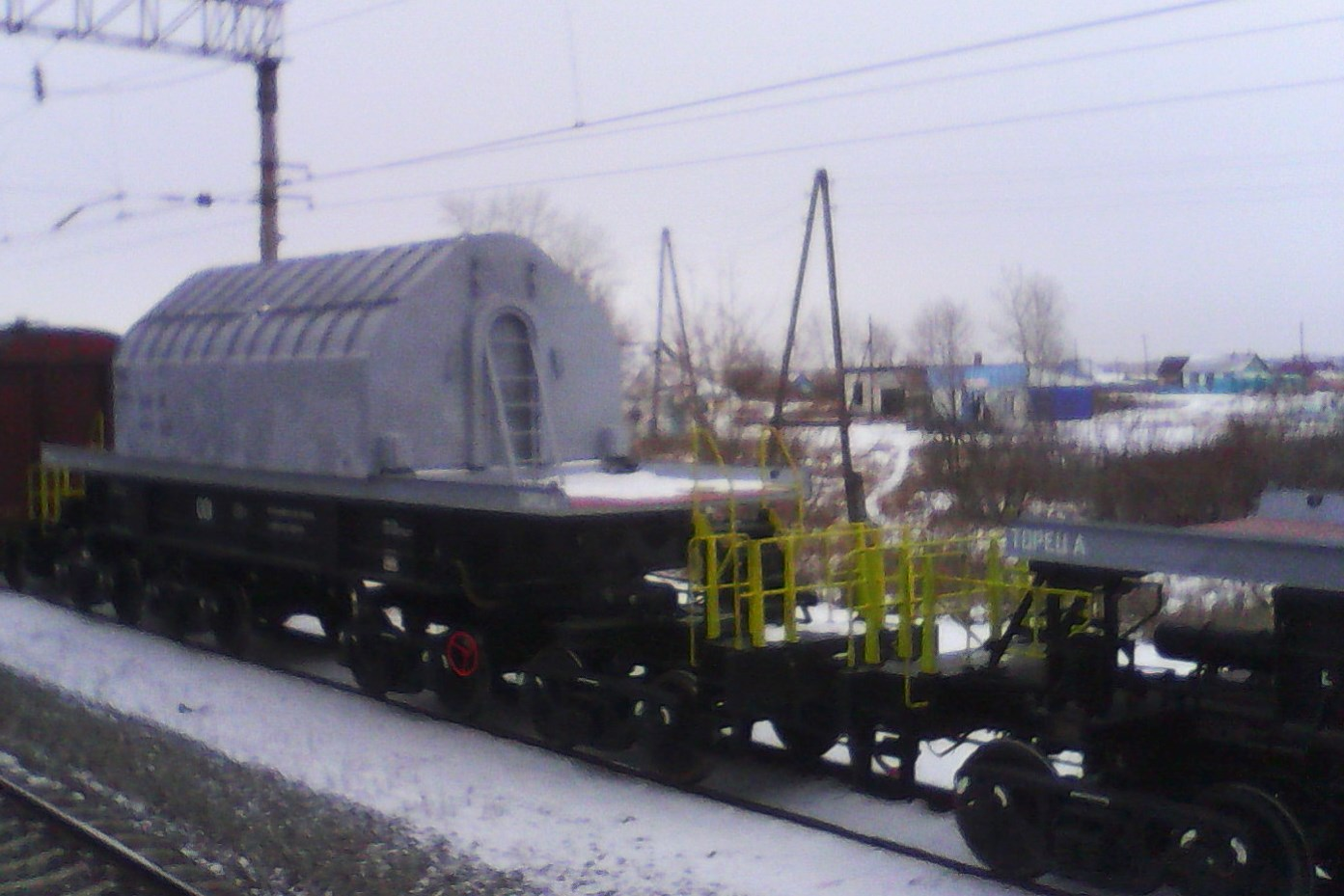
8-осные вагоны весом в 52 тонны для перевозки радиоактивных материалов в составе грузового поезда. Россия

Радиоактивные отходы (РАО), также ядерные отходы — отходы, содержащие радиоактивные изотопы химических элементов и не подлежащие использованию, в отличие от отработавшего ядерного топлива. Представляют собой опасность для здоровья и жизни живых существ.

## Терминология и законодательство
Согласно российскому «Закону об использовании атомной энергии» (от 21 ноября 1995 года № 170-ФЗ) радиоактивными отходами являются ядерные материалы и радиоактивные вещества, дальнейшее использование которых не предусматривается. По российскому законодательству, ввоз радиоактивных отходов в страну запрещён.
Часто путают и считают синонимами радиоактивные отходы и отработавшее ядерное топливо. Следует различать эти понятия. Радиоактивные отходы ― это материалы, использование которых не предусматривается. Отработавшее ядерное топливо представляет собой тепловыделяющие элементы, содержащие остатки ядерного топлива и множество продуктов деления, в основном 137Cs и 90Sr, широко применяемые в промышленности, сельском хозяйстве, медицине и научной деятельности. Поэтому оно является ценным ресурсом, в результате переработки которого получают свежее ядерное топливо и изотопные источники.
Особым видом РАО являются  жидкие технологические радиоактивные отходы  (используемые сокращения наименования: ЖРО и ЖРАО) — промышленные отходы, содержащие радиоактивные нуклиды техногенного происхождения, то есть образованные в результате деятельности предприятий оборонного и иного вида атомной промышленности, предприятий ядерного топливного цикла, атомных электростанций, при эксплуатации судов атомного флота, при производстве и использовании радиоизотопной продукции, а также при радиационных авариях.

## Обращение с радиоактивными отходами

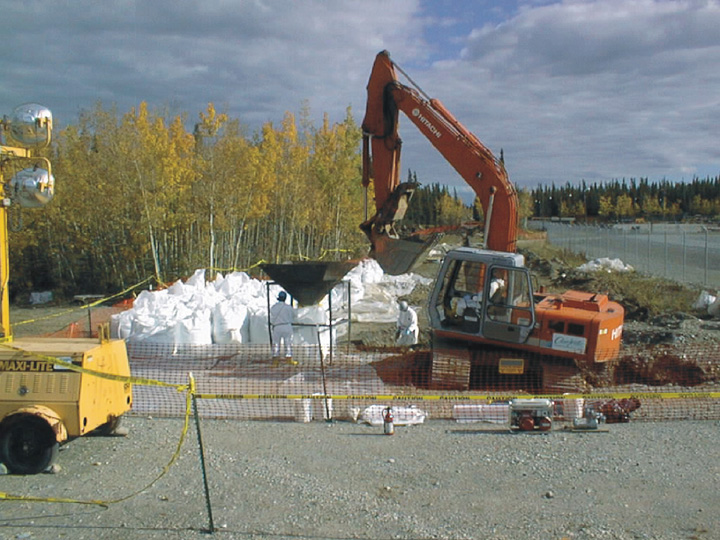
Удаление малоактивных РАО

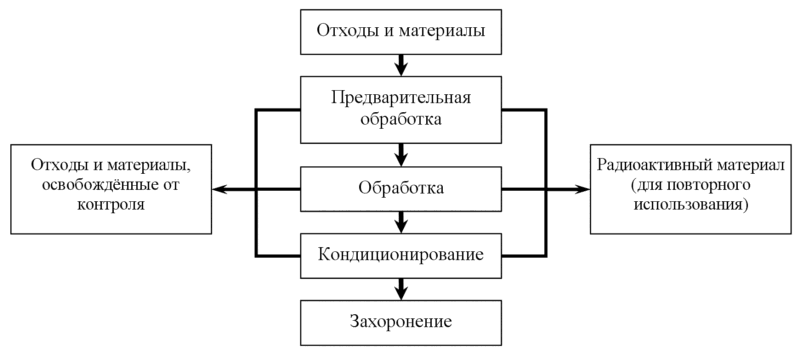
Основные стадии обращения с радиоактивными отходами

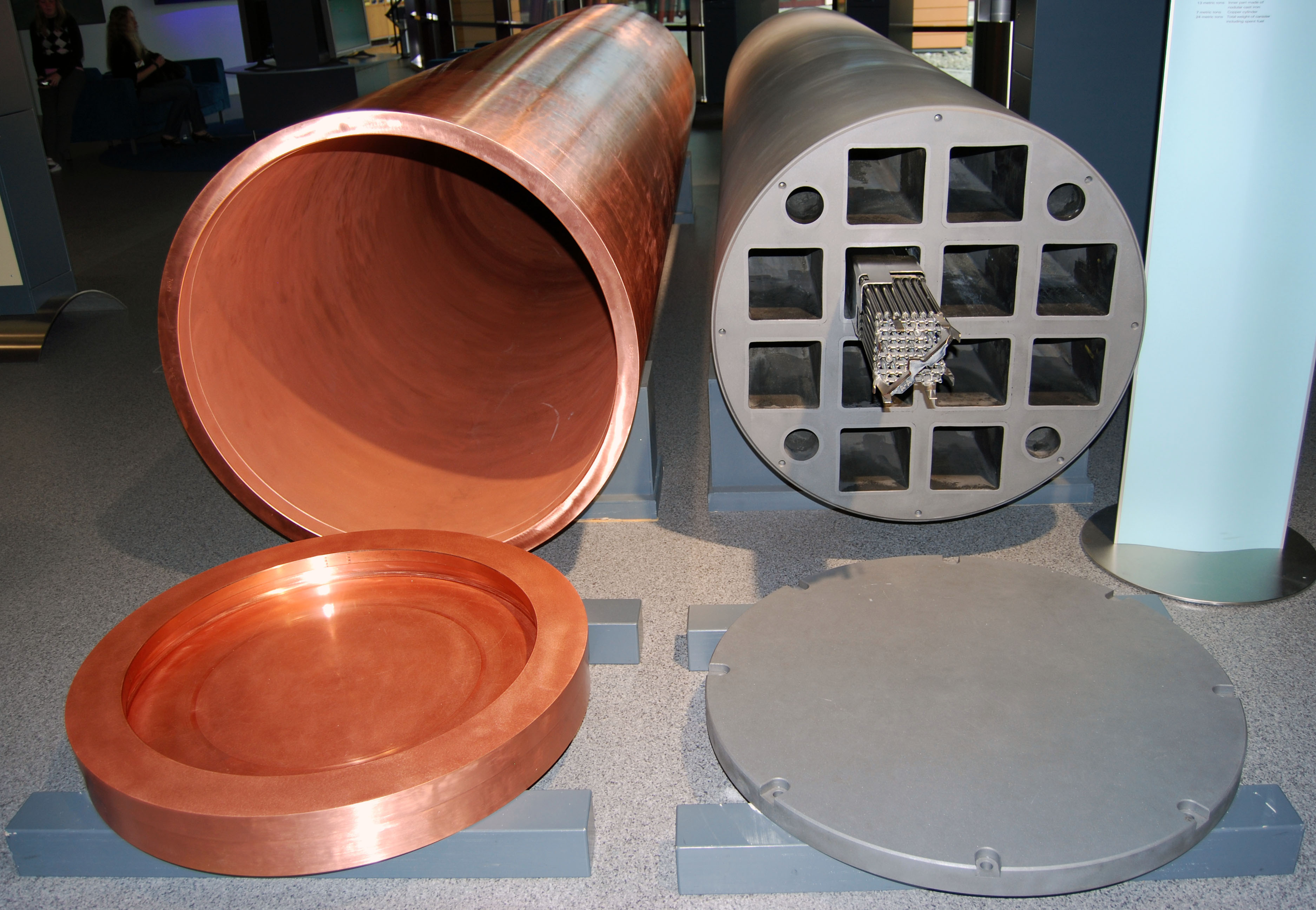
Контейнер для радиоактивных отходов

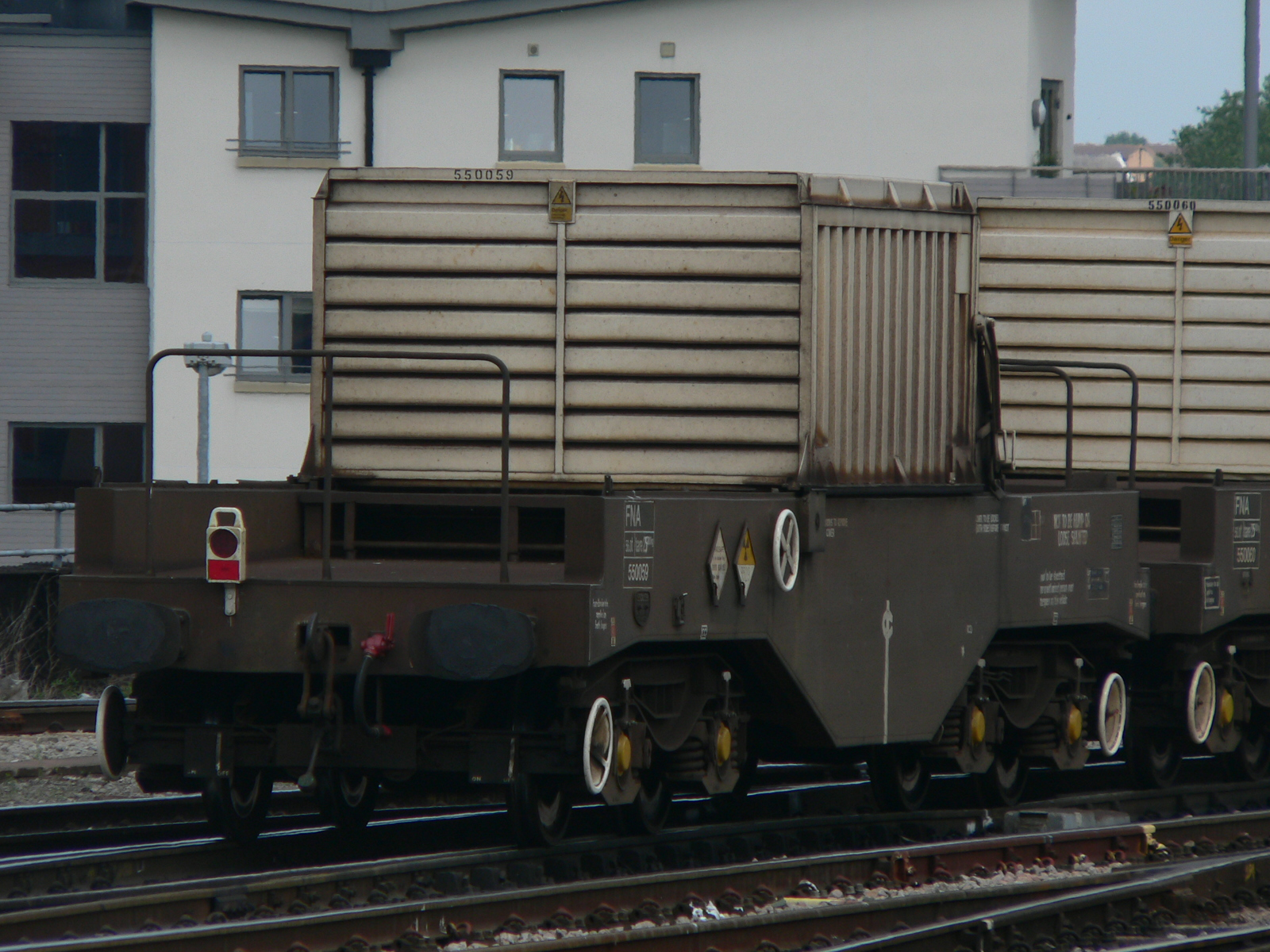
Перевозка опок с высокоактивными РАО на поезде, Великобритания

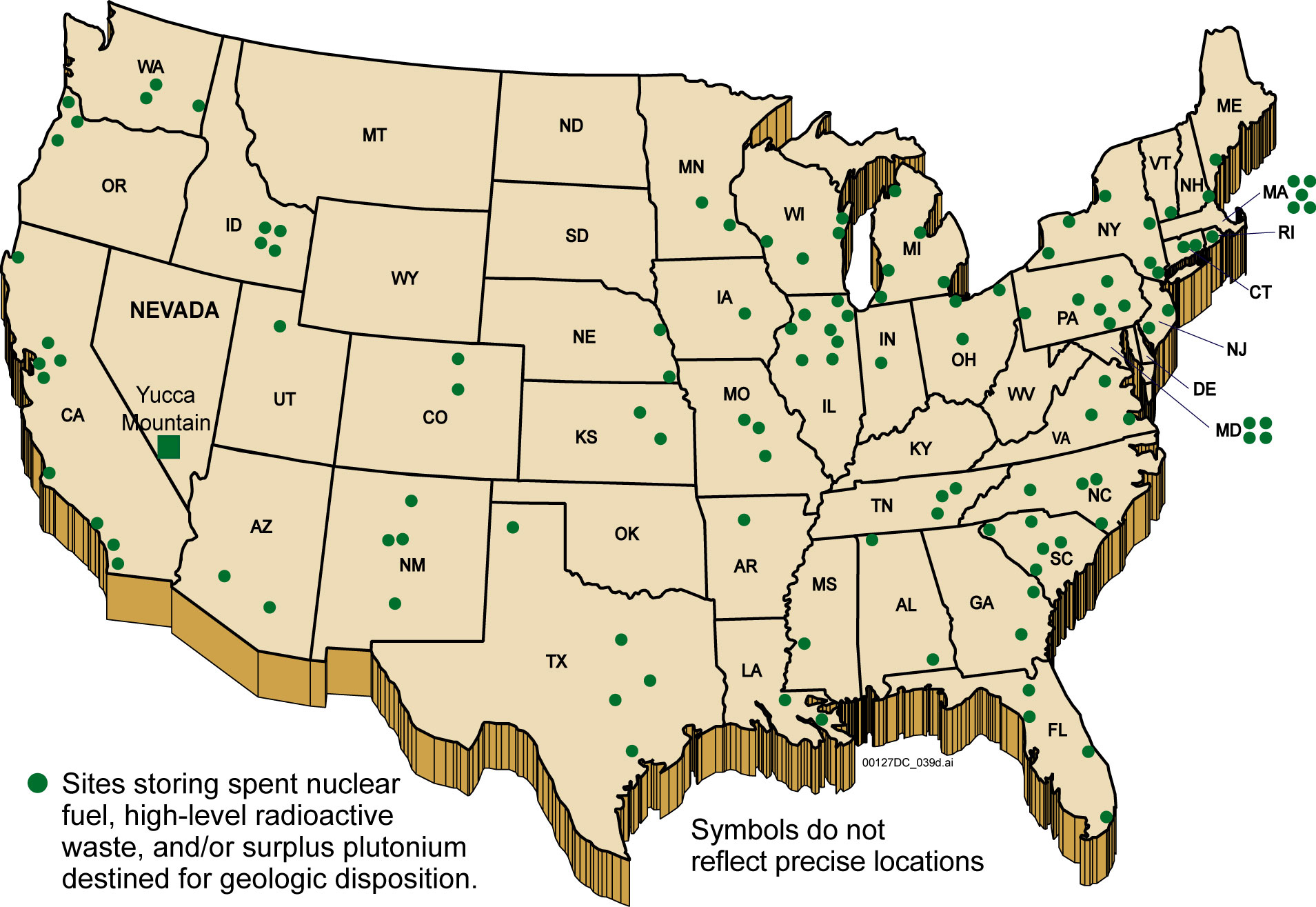
Расположение мест захоронения ядерных отходов в США